# Wapen van Gapinge
Het wapen van Gapinge werd op 31 juli 1817 per besluit van de Hoge Raad van Adel aan de Zeeuwse gemeente Gapinge toegekend. De gemeente werd even ruim 40 jaar later op 2 oktober 1857 opgeheven, fusie met de gemeente Vrouwenpolder, waardoor ook het wapen niet langer in gebruik is. 

## Blazoenering
In het archief bij de Hoge Raad van Adel is geen tekst opgenomen. Ralf Hartemink meldt op zijn site de volgende tekst:
In rood een geharnast gapend mannenhoofd van natuurlijke kleur.
Het wapen is geheel rood, in de heraldiek ook wel keel genoemd, van kleur met daarop een gapende mannenhoofd. Van natuurlijke kleur houdt in dat het gezicht vleeskleurig is. Bij dit wapen is de tekening in het archief van de Hoge Raad van Adel leidend, op die tekening staat een geharnast mannenhoofd, waardoor bekend is dat op het wapen het hoofd van een ridder getoond moet worden. Hierbij is het harnas zilverkleurig. Ook Van der Aa omschrijft het wapen zo in zijn Aardrijkskundig Woordenboek der Nederlanden.:
... een veld van keel (rood), beladen met een gehelmd hoofd, met gapenden mond, het aangezigt van natuurlijke kleur, de helm en het harnas van zilver.
Doordat het mannenhoofd gaapt kan er sprake zijn van een sprekend wapen.
Aagtekerke
· Aardenburg
· Arnemuiden
· Axel
· Baarland
· Bath
· Biervliet
· Biggekerke
· Bloois
· Bommenede
· Borssele
· Boschkapelle
· Botland
· Breskens
· Brigdamme
· Brijdorpe
· Brouwershaven
· Bruinisse
· Burgh
· Buttinge
· Cadzand
· Clinge
· Colijnsplaat
· Domburg
· Dreischor
· Driewegen
· Duiveland
· Duivendijke
· Elkerzee
· Ellemeet
· Ellewoutsdijk
· Eversdijk
· Gapinge
· Graauw en Langendam
· 's-Gravenpolder
· Grijpskerke
· Groede
· Haamstede
· 's-Heer Abtskerke
· 's-Heer Arendskerke
· 's-Heer Hendrikskinderen
· 's-Heerenhoek
· Heille
· Heinkenszand
· Hengstdijk
· Hoedekenskerke
· Hoek
· Hontenisse
· Hoofdplaat
· Hoogelande
· IJzendijke
· Kapelle
· Kats
· Kattendijke
· Kerkwerve
· Klaaskinderkerke
· Kleverskerke
· Kloetinge
· Koewacht
· Kortgene
· Koudekerke
· Krabbendijke
· Kruiningen
· Looperskapelle
· Maire
· Mariekerke
· Meliskerke
· Middenschouwen
· Nieuw- en Sint Joosland
· Nieuwerkerk
· Nieuwerkerke
· Nieuwlande
· Nieuwvliet
· Nisse
· Noordgouwe
· Noordwelle
· Oostburg
· Oosterland
· Oostkapelle
· Oost-Souburg
· Oost- en West-Souburg
· Ossenisse
· Oud-Vossemeer
· Oudelande
· Ouwerkerk
· Overslag
· Ovezande
· Philippine
· Poortvliet
· Renesse
· Rengerskerke en Zuidland
· Retranchement
· Rilland
· Rilland-Bath
· Ritthem
· Sas van Gent
· Scherpenisse
· Schoondijke
· Schore
· Serooskerke (Schouwen-Duiveland)
· Serooskerke (Veere)
· Sinoutskerke en Baarsdorp
· Sint Anna ter Muiden
· Sint-Annaland
· Sint Jansteen
· Sint Kruis
· Sint Laurens
· Sint-Maartensdijk
· Sint Philipsland
· Sirjansland
· Sluis
· Sluis-Aardenburg
· Stavenisse
· Stoppeldijk
· Valkenisse (Walcheren)
· Valkenisse (Zuid-Beveland)
· Vogelwaarde
· Vrouwenpolder
· Waarde
· Waterlandkerkje
· Wemeldinge
· West-Souburg
· Westdorpe
· Westenschouwen
· Westerschouwen
· Westkapelle
· Westkapelle-Buiten en Sirpoppekerke
· Westkerke
· Wissekerke
· Wissenkerke
· Wolphaartsdijk
· Yerseke
· Zaamslag
· Zierikzee
· Zonnemaire
· Zoutelande
· Zuiddorpe
· Zuidzande
· Zwake

Dorpswapens: Geersdijk
· Hansweert
· Kamperland